# Sigurd Frosterus
Sigurd Frosterus, född 18 juni 1876 i Asikkala, död 2 mars 1956 i Helsingfors, var en finländsk arkitekt.

## Liv och verk
Frosterus studerade konsthistoria och estetik på Kejserliga Alexanderuniversitetet i Helsingfors 1896–1899 med en magisterexamen och därefter arkitektur på  Tekniska Högskolan i Helsingfors med en examen 1902. Han gjorde en studieresa till Italien 1900. Han drev tillsammans med arkitekten och studiekamraten Gustaf Strengell en arkitektbyrå 1902–1904. De planerade bland annat för en grosshandlare Nissen villa Ekudden, som blev färdig 1904 och som varit tjänstebostad för Finlands president och numera är Urho Kekkonens museum. Frosterus blev 1920 filosofie doktor. Åren 1903–04 arbetade han på Henry van de Veldes arkitekt- och formgivningsbyrå i Weimar i Tyskland.
Frosterus stil är närmast jugend, och hans kanske mest kända byggnad är Stockmanns varuhus i Helsingfors, som han fick i uppdrag att rita efter det att hans förslag kommit på andra plats i en planeringstävling. Det byggdes 1929–1930. 

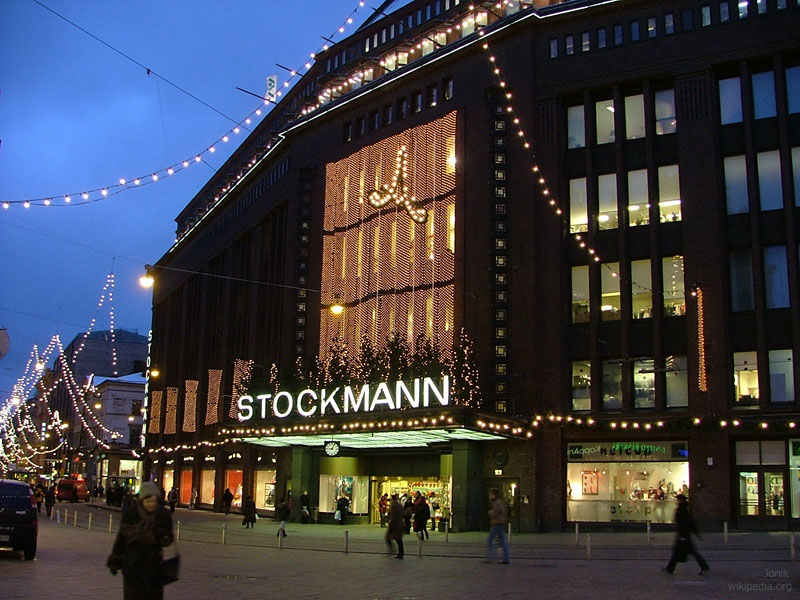
Stockmanns varuhus i Helsingfors.

Han var även en flitig författare inom arkitekturens område, framför allt i kulturtidskriften Euterpe och var konstkritiker i Helsingfors-Posten från 1903 och i Nya Pressen 1907–1911. Tillsammans med Gustaf Strengell utgav han 1904 stridsskriften Arkitektur: En stridsskrift våra motståndare tillägnad, som argumenterade mot den nationalromantiska stilen i Eliel Saarinens vinnande förslag. Som konstteoretiker ägnade han sig åt ingående studeri av färg- och ljusproblemet i måleriet, bland annat i essäsamlingarna Olikartade skönhetsvärden 1915, Solljus och slagskugga 1917 och särskilt i Regnbågsfärgernas segertåg 1917, samt i doktorsavhandlingen Färgproblemen i måleriet 1920. Han disputerade 1920 vid Helsingfors universitet i konsthistoria på avhandlingen Färgproblemet i måleriet.
Han grundade tillsammans med Gustaf Strengell 1906 en importfirma, Konstnärliga agenturen Liberty, som försålde möbler och textilier från ledande europeiska formgivare. Åren 1908–1911 var han chefredaktör för arkitekturtidskriften Arkitekten. Åren 1918–1935 hade han ett arkitektkontor tillsammans med Ole Gripenberg.
Sigurd Frosterus gifte sig 1907 med Emmy von Kraemer (1877–1963), dotter till amiral Oscar von Kraemer, som hade sommarvilla på Sökö udd i Esbo. Paret fick två döttrar. Sigurd Frosterus byggde sig en villa på granntomten, och kom att ha ett visst inflytande på villabebyggelsen på orten. Han planerade bland annat paviljongen Paven till Esbo segelförening på Pentala 1913,

## Sigurd Frosterus konstsamling
Sigurd Frosterus planerade Finlands avdelning på Jubileumsutställningen i Göteborg och valde konstverken till den. Han var även privat konstsamlare. Det första kända inköpet var Paul Signacs Seine, Greneille från 1899, som det nygifta paret Frosterus köpte under sin bröllopsresa 1907. Han fortsatte att köpa in verk av utländska post-expressionister och av finländska konstnärer som Alfred William Finch och Magnus Enckell. Frosterus samarbetade från 1912 med konstnärsgruppen Septem, vars talesman och teoretiker han var. I gruppen ingick Magnus Enckell, Alfred William Finch, Mikko Oinonen, Yrjö Ollila, Juho Rissanen, Ellen Thesleff och Verner Thomé.
Hans konstsamling  är sedan 1994 deponerad av den av Frosterus döttrar 1988 bildade Sigurd Frosterus stiftelse på Amos Andersons konstmuseum i Helsingfors. Den består av 99 målningar, 14 teckningar, tio grafiska tryck och tolv keramiska konstverk. I museet har Frosterus vardagsrum från Tölögatan från 1927 rekonstruerats.

## Verk i urval
- Ekudden, färdig 1904
- Villa Lagerström, 1909, Brändö[4]

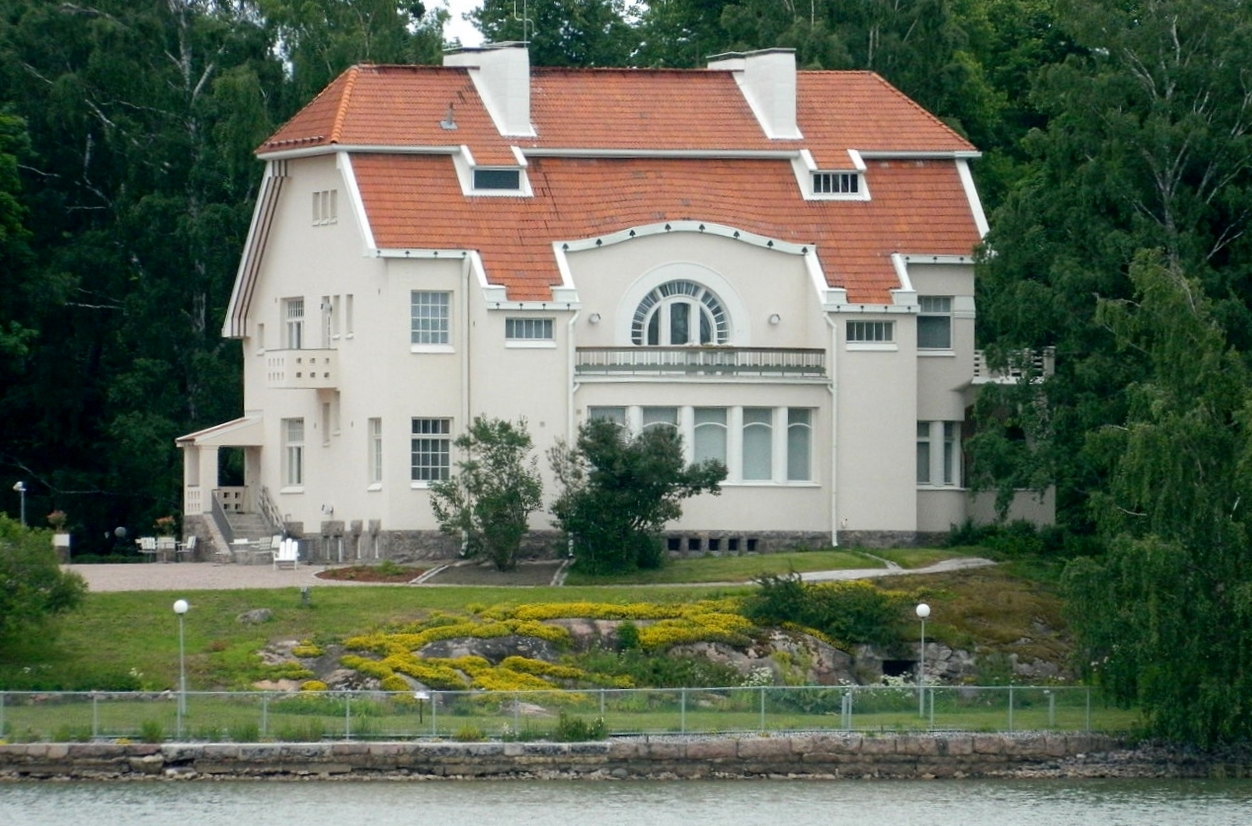
Ekudden i Helsingfors.

- Tölögatan 7, 1910, Tölö, Helsingfors
- Paven, 1913, Pentala
- Tölögatan 14, 1914, Tölö i Helsingfors
- Stockmanns varuhus, 1929–30
- Vanögård, ett slottsliknande lyxhotell i närheten av Tavastehus
- Tidigare Nordiska Föreningsbankens huvudkontor i Helsingfors